# Trine Qvist
Trine Qvist, född den 8 juni 1966, är en dansk curlingspelare.
Hon tog OS-silver i damernas curlingturnering i samband med de olympiska curlingtävlingarna 1998 i Nagano.